# The Godfather: The Game
The Godfather: The Game er et computerspil bygget over de ting, der foregår i den første The Godfather-film og i starten af efterfølgeren.

## Plot
Som udgangspunkt skal man skal klare forskellige missioner, udføre lejemord og skaffe beskyttelsespenge. Man skal blandt andet lægge et hestehoved i selveste Mr. Woltz seng, køre Don'en på hospitalet, og senere beskytte ham. Man skal placere våbnet som Michael skyder Solozzo og politidirektøren med, dræbe dem, der skyder Sonny i toldboden, dræbe alle de andre Don'er under Michaels dåb og samtidig høre på en masse skænderier mellem Sonny og Tom Hagen.

## Spilleren
Man spiller som en ukendt Corleone Mafioso, som man selv skaber inden man begynder med et personredigeringsmodus der kaldes MobFace, hvor man kan ændre personens ansigt, kropsbygning og placere ar i hans ansigt. Senere når man tjener nogle flere penge kan man gå tilbage til redigeringsmoduset igen og ændre hans ansigt, eller købe nyt tøj, hvilket giver respekt.

## Rang
Mens man klarer missioner og overtager flere butikker stiger man langsomt op i Mafiasystemet.

Følgende er et skema over rangsystemet i spillet:
| Rang | Navn på rang |
| ---- | ------------ |
| 1    | Fremmed      |
| 2    | Partner      |
| 3    | Soldat       |
| 4    | Capo         |
| 5    | Underchef    |
| 6    | Don          |
| 7    | Don over NYC |

## Våben
Der er mange forskellige våben i spillet, der er et baseball bat, et jernrør, en politistav, en pistol, en revolver, en Colt Python, et haglgevær og en Tommy Gun. Derudover er der også dynamit, bomber og Molotov cocktails. Alle skydevåben kan opgraderes to gange.

### Filmruller
Man kan samle små filmruller rundt omkring. For hver 10. rulle man finder kan man se et klip fra filmen.

### Ekstra Penge
Der er flere metoder til, hvordan man kan tjene nogle ekstra penge:
- Man kan røve lastbiler ved at skyde på dem, indtil der kommer nogen mafiosos ud.
- Der er et pengeskab i næsten hver bygning, der kan sprænges med dynamit.
- I næsten alle bygninger er der et kasseapparat, som man kan røve.
- Hver uge får man penge. Jo højere rang man har jo flere penge får man, og flere butikker bliver tilgængelige for en.
- Man kan røve en bank.
- Skyde en vagabond eller nogle af dem der skiller sig ud fra mængden af mennesker.